# 萩原紀子
萩原 紀子（はぎわら のりこ、1988年8月15日 - ）は、東京都出身のタレントである。以前はY・M・Oに所属していた。

## 略歴・人物
10歳の時からSPEEDに憧れ、歌手を夢見るようになる。2005年から芸能人女子フットサルチーム「FANTASISTA」に所属していたが、チームは2009年3月31日をもって一時休部。
2010年7月24日の『フットサルガールズAngel League 6th』から、FANTASISTAでチームメイトだった鈴木彩と一緒にTOKYO CHERRIESに加入し、芸能人女子フットサルに復帰。背番号は「18」。
2014年、立花麗と共に2人組ガールズユニット『Cattleya』（カトレヤ）を結成。2015年の第2回ご当地アイドル選手権では、関東ブロック代表まで進んだ。
元オスカープロモーション所属の一条花香は高校時代の同級生。

## 出演

### テレビ
- 恋するフットサル（フジテレビ）

### 舞台
- ピヴォ☆ガール（2006年・サンシャイン劇場）
- 櫻の園（2007年・青山劇場）
- オアシスと砂漠（2009年・青山劇場）
- サリー（2014年⚫池袋シアターグリーン）